# Cruchten
Pour l’article ayant un titre homophone, voir Kruchten.
Cruchten (luxembourgeois : Kruuchten) est une section de la commune luxembourgeoise de Nommern située dans le canton de Mersch.
Le village est desservi par une gare ferroviaire.

## Curiosités
- L’église Saint-Bernard